# Gare de Bétaille
Gare de Bétaille vasútállomás Franciaországban, Bétaille településen.

## Vasútvonalak
Az állomást az alábbi vasútvonalak érintik:
- Souillac-Viescamp-sous-Jallès-vasútvonal

## Kapcsolódó állomások
A vasútállomáshoz az alábbi állomások vannak a legközelebb:
- Gare de Puybrun
- Gare de Vayrac